# Serie A 2010 (pallapugno)
La Serie A 2010 è stata la 89ª edizione del massimo campionato italiano di pallapugno maschile.

## Squadre partecipanti
| Club                                                     | Capitano             | Città                                      |
| -------------------------------------------------------- | -------------------- | ------------------------------------------ |
| Sea Group Albese                                         | Andrea Dutto         | Alba (CN)                                  |
| Albagrafica Alta Langa                                   | Alessandro Bessone   | San Benedetto Belbo (CN)                   |
| Termoidraulica Cavanna Spessa Calcestruzzi Augusto Manzo | Alessandro Trincheri | Santo Stefano Belbo (CN)                   |
| Torronaba Canalese                                       | Bruno Campagno       | Canale (CN)                                |
| La Locanda della Distilleria Monferrina                  | Matteo Levratto      | Vignale Monferrato (AL)                    |
| Centro Esse Sisea Trifula Bianca Monticellese            | Riccardo Rosso       | Monticello d'Alba (CN)                     |
| Tecnogas Pievese                                         | Daniel Giordano      | Pieve di Teco (IM)                         |
| Bcc Pianfei Rocca de' Baldi Pasta Monregale Pro Paschese | Paolo Danna          | Madonna del Pasco (Villanova Mondovì) (CN) |
| San Biagio                                               | Luca Galliano        | San Biagio (Mondovì) (CN)                  |
| San Leonardo                                             | Ivan Orizio          | Imperia                                    |
| Terme di Vinadio Subalcuneo                              | Oscar Giribaldi      | Cuneo                                      |
| Italiana Assicurazioni Porro Calcestruzzi Virtus Langhe  | Roberto Corino       | Dogliani (CN)                              |

## Prima Fase
|    | Club          | P  |
| -- | ------------- | -- |
| 1  | Subalcuneo    | 17 |
| 2  | Pro Paschese  | 16 |
| 3  | Virtus Langhe | 16 |
| 4  | Canalese      | 14 |
| 5  | Monticellese  | 14 |
| 6  | San Biagio    | 14 |
| 7  | Pievese       | 11 |
| 8  | Monferrina    | 11 |
| 9  | Albese        | 9  |
| 10 | Alta Langa    | 6  |
| 11 | Augusto Manzo | 2  |
| 12 | San Leonardo  | 2  |

## Seconda Fase
|   | Club          | P  |
| - | ------------- | -- |
| 1 | Canalese      | 33 |
| 2 | Pro Paschese  | 31 |
| 3 | Virtus Langhe | 27 |
| 4 | Subalcuneo    | 26 |
| 5 | San Biagio    | 15 |
| 6 | Monticellese  | 10 |

|    | Club          | P  |
| -- | ------------- | -- |
| 7  | Monferrina    | 28 |
| 8  | Pievese       | 27 |
| 9  | Albese        | 20 |
| 10 | Alta Langa    | 14 |
| 11 | San Leonardo  | 8  |
| 12 | Augusto Manzo | 4  |

## Fase Finale

### Spareggi Play-off
| Subalcuneo | Monferrina   | 11-4 |
| San Biagio | Monticellese | 11-6 |

| Subalcuneo | San Biagio | 11-7 |

### Finali Scudetto
| Squadra 1    | Squadra 2     | Andata | Ritorno | Spareggio |
| ------------ | ------------- | ------ | ------- | --------- |
| Canalese     | Subalcuneo    | 8-11   | 11-7    | 11-4      |
| Pro Paschese | Virtus Langhe | 11-1   | 11-1    |           |

| Squadra 1 | Squadra 2    | Andata | Ritorno | Spareggio |
| --------- | ------------ | ------ | ------- | --------- |
| Canalese  | Pro Paschese | 11-8   | 7-11    | 4-11      |

## Squadra Campione d'Italia
Bcc Pianfei Rocca de' Baldi Pasta Monteregale Pro Paschese
- Battitore: Paolo Danna
- Spalla: Michele Giampaolo
- Terzini: Giuliano Foggini, Mario Degiacomi